# Meriones shawi
Meriones shawi är en däggdjursart som först beskrevs av Georges Louis Duvernoy 1842.  Meriones shawi ingår i släktet Meriones och familjen råttdjur. IUCN kategoriserar arten globalt som livskraftig. Inga underarter finns listade i Catalogue of Life. Det svenska trivialnamnet stor ökenråtta förekommer för arten.

## Utseende
Meriones shawi blir 115 till 160 mm lång (huvud och bål), har en 112 till 155 mm lång svans och väger 45 till 120 g (källan infogar Meriones grandis som underart men här listas den som art). Pälsen är på ovansidan ockra eller brun med rosa skugga och på sidorna lite ljusare. Det finns en tydlig gränas mot den vita undersidan i form av en orange linje. På strupen kann det förekomma en gul skugga. Öronen har en mörk färg och de är glest täckt med hår. Den långa svansen bär brun päls och vid spetsen finns en svart tofs. Den nära besläktade arten Meriones libycus är allmänt mörkare och den har en tydligare tofs vid svansen än Meriones shawi.

## Utbredning och habitat
Arten förekommer i norra Afrika från nordöstra Marocko till Egypten. Den lever huvudsakligen i stäpper och besöker ofta jordbruksmark. Meriones shawi skapar komplexa tunnelsystem. Populationen ökar starkt efter tider med regnfall.

## Ekologi
Denna ökenratta är främst nattaktiv men den kann leta på dagen efter föda. Arten äter frön och andra växtdelar som kompletteras med nagra ryggradslösa djur. Individerna har olika läten för kommunikationen och de trampar med foten på marken för att varna varandra. Honan är cirka 21 dagar dräktig och sedan föds 3 till 8 ungar, oftast 5. De väger 3,5 till 6 g vid födelsen.
Gnagaren jagas av olika rovlevande djur som rävar och ugglor.

## Bildgalleri

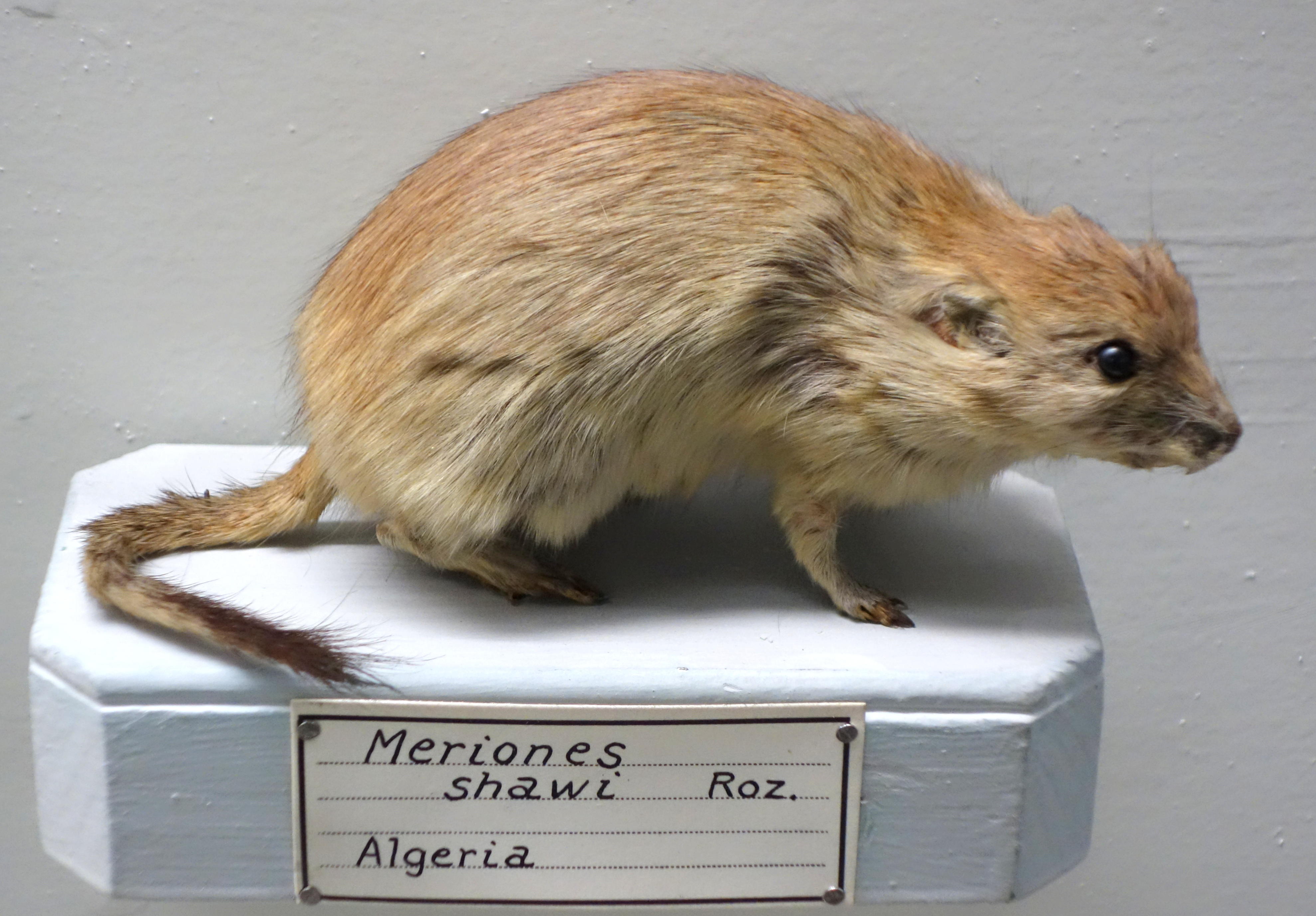